# Aeroportul Germán Olano
Aeroportul Germán Olano (IATA: PCR, ICAO: SKPC) este un aeroport din Departamento del Vichada⁠(d), Columbia ce deservește zona Puerto Carreño⁠(d). Aeroportul a fost tranzitat în 2022 de 51.812 pasageri.
Situat la o altitudine de 53 m, aeroportul dispune de o singură pistă.